# Rivière Éternité
La rivière Éternité est un petit cours d'eau du Québec (Canada) qui se jette dans la baie Éternité à Rivière-Éternité, dans la municipalité régionale de comté du Le Fjord-du-Saguenay, dans la région administrative du Saguenay–Lac-Saint-Jean.
La partie supérieure de cette rivière traverse la zec du Lac Brébeuf, une zone d'exploitation contrôlée ; la partie inférieure traverse le Parc national du Fjord-du-Saguenay, une zone naturelle protégée qui est très fréquentée par les tourismes.
La rivière Éternité est surtout desservie par la route 170 (sens est-ouest) laquelle passe au village de Rivière-Éternité. Quelques autres routes forestières secondaires desservent le secteur du lac pour les besoins de la foresterie et des activités récréotouristiques.
La foresterie constitue la principale activité économique du secteur ; les activités récréotouristiques, en second.
La surface de la rivière Éternité est habituellement gelée de la fin novembre au début avril, toutefois la circulation sécuritaire sur la glace se fait généralement de la mi-décembre à la fin mars.

## Géographie
La rivière Éternité prend sa source au lac Éternité (longueur navigable : 9,0 km ; altitude : 250 m) lequel chevauche les cantons de Brébeuf et de Hébert. La partie Nord-Est du lac a la forme d'un cou et d'une tête de girafe regardant vers le Sud-Est ; la partie Sud-Ouest a la forme d'une croix dont le sommet est orienté vers le Sud-Est. Les deux parties du lac sont reliées vis-à-vis la décharge du lac Bailloquet. Ce lac est entouré de montagnes. L'embouchure du lac Éternité est situé à :
- 14,3 km à l'Ouest de la confluence de la rivière Éternité ;
- 11,6 km au Sud de la rivière Saguenay ;
- 27,9 km au Sud-Est du centre-ville de La Baie.

Le cours de la rivière Éternité coule généralement vers le nord-est sur19,8 km selon les segments suivants :
- 2,0 km vers l'est jusqu'à la décharge (venant de l'est) du lac Périgny ;
- 1,9 km vers le nord-est notamment en traversant sur 0,7 km le Petit lac Éternité (altitude : 241 km) jusqu'à la décharge (venant de l'est) du lac Hamel, du lac Huard et du lac à la Truite ;
- 5,9 km vers le nord-est jusqu'au ruisseau Benouche, situé au village de Rivière-Éternité ;
- 10,0 km vers le nord-est en recueillant la décharge (venant de l'ouest) du lac Price et du lac Riverin ; ainsi que la décharge (venant de l'ouest) du lac Côté, jusqu'au fond de la Baie Éternité (longueur : 3,0 km).

|  |

L'embouchure de la rivière Éternité est situé à :
- 5,0 km au sud d'un cap de la rive nord de la rivière Saguenay ;
- 49,0 km à l'ouest de Tadoussac ;
- 7,2 km au nord-Est du centre du village de Rivière-Éternité ;
- 56,4 km à l'est de Saguenay (ville).

À partir de l'embouchure de la rivière Éternité, le courant traverse la Baie Éternité sur 3,0 km vers le nord, puis descend la rivière Saguenay sur 65,4 km vers l'est où se déverse dans le fleuve Saint-Laurent à la hauteur de  Tadoussac.

## Toponymie
La Commission de toponymie du Québec écrit à son propos : « une carte de Jacques-Nicolas Bellin, de 1744, désigne la rivière par le nom amérindien Heregachitgs, qui se traduit par la Trinité. Le capitaine Louis Sivrac mentionne le toponyme Ance d'Éternité, en 1824. Une carte réalisée en 1825 par Pascal Taché identifiait la rivière qui aboutit au fond de la baie: « Rve de l'Étrinité » (sic). »
Elle poursuit : « La rivière Éternité est un petit cours d'eau poissonneux qui descend des montagnes laurentiennes sur près de 20 km, pour décharger le lac Éternité, un plan d'eau étriqué, qui forme un L étiré sur 9 km de long. Des chantiers forestiers ont été exploités en bordure de cette rivière, dans l'actuelle municipalité de Rivière-Éternité, à la fin du XIXe siècle,. »

## Poissons
La rivière Éternité est, selon la Sépaq, une rivière importante pour la reproduction de l'omble de fontaine anadrome, communément appelé truite de mer.